# French Championships de 1966
O French Championships de 1966 foi um torneio de tênis disputado nas quadras de saibro do Stade Roland Garros, em Paris, na França, entre 23 de maio e 5 de junho. Corresponde à 65ª edição.

## Finais

### Profissional
| Categoria | Evento    | Campeã(s)(o/ões)                  | Vice-campeã(s)(o/ões)           | Resultado     | Chave(s)  | Chave(s)       |
| --------- | --------- | --------------------------------- | ------------------------------- | ------------- | --------- | -------------- |
| Simples   | Masculino | Tony Roche                        | István Gulyás                   | 6–1, 6–4, 7–5 | principal | qualificatório |
| Simples   | Feminino  | Ann Haydon Jones                  | Nancy Richey                    | 6–3, 6–1      | principal | qualificatório |
| Duplas    | Masculino | Clark Graebner Dennis Ralston     | Ilie Năstase Ion Ţiriac         | 6–3, 6–3, 6–0 | principal | principal      |
| Duplas    | Feminino  | Margaret Court Judy Tegart Dalton | Jill Blackman Fay Toyne         | 4–6, 6–1, 6–1 | principal | principal      |
| Duplas    | Misto     | Annette Van Zyl Frew McMillan     | Ann Haydon Jones Clark Graebner | 1–6, 6–3, 6–2 | principal | principal      |

### Juvenil
| Categoria | Evento    | Campeã(s)(o/ões)  | Vice-campeã(s)(o/ões) | Resultado | Chave(s)  | Chave(s)       |
| --------- | --------- | ----------------- | --------------------- | --------- | --------- | -------------- |
| Simples   | Masculino | Vladimir Korotkov | J. Guerrero           | 6–3, 6–2  | principal | qualificatório |
| Simples   | Feminino  | Odile de Roubin   | Marion Cristiani      | 6–4, 6–3  | principal | qualificatório |